# Reloj de altura

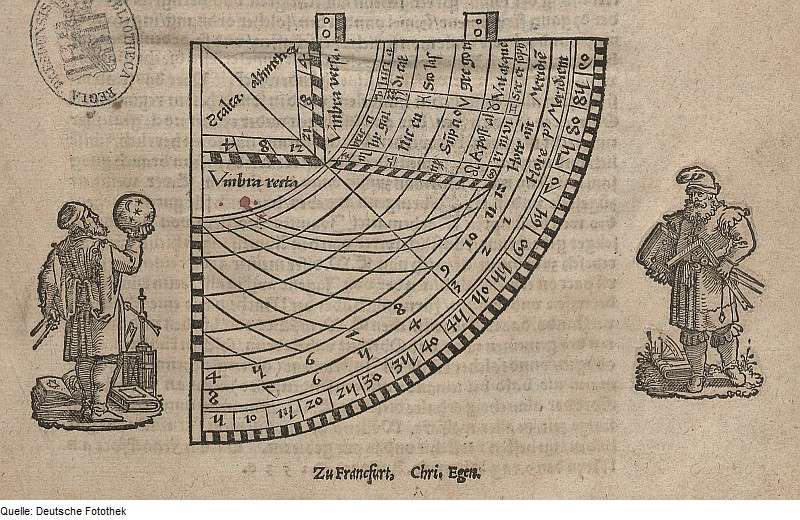
El desarrollo de cuadrantes emplea los conceptos de los relojes de altura.

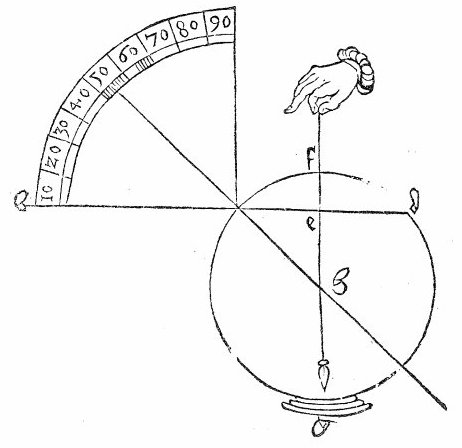
Altura del sol en los anillos solares.

El reloj de altura es una familia de relojes solares que mide el tiempo con la lectura de la altura del sol sobre el horizonte. Debido a lo reducido de su tamaño, muchos de ellos son portátiles. Igualmente, muchos poseen pínulas y tienen disposiciones similares a las de los cuadrantes. Las almicantaradas de diferentes alturas se proyectan en parábolas en este tipo de relojes, independientemente de su orientación, siempre que las superficies sean planas.

## Concepto
El fundamento de estos relojes es la proyección gnomónica de las almicantaradas sobre una superficie. La escala horaria se construye con la intersección de los planos horarios con dichas almicantaradas. Esta altura del sol a lo largo del año se ve modificada por la declinación solar δ. 
La altura del sol sobre el horizonte se calcula mediante una transformación de coordenadas ecuatoriales a horizontales. En coordenadas ecuatoriales el sol posee una altura sobre el plano del ecuador celeste igual a la declinación solar, al ser transformado este movimiento a un horizonte de latitud {\displaystyle \varphi }: 
{\displaystyle \sin h=\sin \delta \sin \varphi +\cos \phi \cos \delta \cos \varphi }
Que al ser despejada por el término que contiene el ángulo horario. 
{\displaystyle \cos \phi ={\frac {\sin h-\sin \delta \sin \varphi }{\cos \delta \cos \varphi }}}
Mostrando el ángulo horario como función únicamente de la altura medida del sol, la declinación y la latitud del lugar de observación.

## Tipos de Relojes
Dentro esta tipología se encuentran numerosos relojes que combinan la lectura de las horas con escalas de alturas. Existen diferentes formas como pueden ser anillos, cilíndricos, planos, etc. Pueden ser horizontales o verticales. Pueden incluir la representación de las horas iguales o las temporarias.